# آنتونی لوپو
آنتونی لوپو (انگلیسی: Anthony Lupo; ۱۳ مارس ۱۹۶۶ – ) دانشمند در زمینه علوم جوی اهل ایالات متحده آمریکا بود.
وی همچنین برندهٔ جوایزی همچون برنامه فولبرایت شده‌است.

## تحصیلات
او از دانش‌آموختگان دانشگاه پردو است.